# Пясковский, Игорь Болеславович
Пясковский Игорь Болеславович (15 декабря 1946 года, Вена, Австрия — 1 июля 2012 года) — украинский музыковед, доктор искусствоведения, профессор, заведующий кафедрой теории музыки Национальной музыкальной академии Украины имени П. И. Чайковского (2007—2012).

## Биография
Пясковский Игорь Болеславович родился 15 декабря 1946 года в австрийском городе Вена.
В 1970 году окончил историко-теоретический факультет Киевской консерватории. Его педагогом была Ф. И. Аэрова. Факультативно занимался композицией у Ю.Я.Ищенко. С 1970 по 1974 год учился в аспирантуре. В 1975 года защитил кандидатскую диссертацию на тему «Некоторые особенности ладообразования в современной музыке и национальная специфика их отражения». С 1971 по 1973 год работал преподавателем в Ровенском педагогическом институте.
С 1973 года — старший преподаватель кафедры истории украинской и русской музыки, потом — доцент, впоследствии профессор кафедры теории музыки Киевской консерватории (ныне Национальная музыкальная академия Украины имени П. И. Чайковского). Параллельно преподавал в КССМШ им. Лысенко. В 1990 году защитил докторскую диссертацию на тему: «Логико-конструктивные принципы музыкального мышления», с 2007 года работает заведующим кафедрой теории музыки.
Пясковский Игорь Болеславович является автором около 100 научных работ, включая монографии и учебники. Среди них — монографии «Логика музыкального мышления» (Киев, 1987), пособия по полифонии для высших музыкальных заведений (Киев, 2003), статьи по вопросам феномена и эволюции музыкального мышления, проблем музыкальной семиотики, компьютерного анализа и синтеза музыкальных текстов. Автор Сонаты для флейты и фортепиано (издана 1973).
Пясковский Игорь Болеславович скончался 1 июля 2012 года в возрасте 66 лет.

## Избранные публикации
- Некоторые вопросы интонационной генезиса и развития модуляционных явлений // Украинская музыковедение: сб. ст. Вып. 8. — М .: Музыкальная Украина, 1973. — С. 60-77.
- Гносеологический анализ средств отражения в музыкальном творчестве // Этика и эстетика: сб. ст. Вип. 22. — К.: Видавництво Київського держ. університету, 1979. — C. 111—118.
- Симфоническая и камерно-инструментальная музыка. 1981, в соавторстве.
- Некоторые новые аспекты исследования музыкального фольклора // Народное творчество и этнография. К. — 1984 — С. 15-22.
- Логика музыкального мышления / информационная справка. — М .: Информцентр по вопросам культуры и искусства гос. библиотеки УССР им. КПСС, 1984. — 14 с.
- Анализ средств отражения в музыкальном искусстве //Методология и методика анализа музыкальных произведений: сб. научн. трудов. — К.: Национальная музыкальная академия Украины имени П. И. Чайковского, 1984. — С. 21-51.
- Критика конструктивизма в творчестве буржуазных композиторов-неоформалистов XX века // Критика модернистских течений в западном музыкальном искусстве XX века: сб. ст. — К.: Музична Україна, 1984. — С. 21-51.
- Взаимодействие модальных и тонально-функциональных принципов в музыкальном мышлении И. С. Баха // И. С. Бах и современность: сб. ст. — К.: Музична Україна, 1985. — C. 100—111.
- Логика музыкального мышления. — К.: Музична Україна, 1987. — 179,[3] с., з нот. прикл.
- Символическая логика как инструмент исследования логико-конструктивных принципов музыкального мышления // Музыкальное мышление: проблемы анализа и моделирования: сб. научн. трудов. — К.: Национальная музыкальная академия Украины имени П. И. Чайковского, 1988. — С. 24-30.
- К проблеме историко-стилевой эволюции музыкального мышления // Музыкальное мышление: сущность, категории, аспекты исследования: сб. ст. — К.: Музична Україна, 1989. — С. 141—152.
- Логико-конструктивные принципы музыкального мышления: автореферат диссертация на соискание учёной степени доктора искусствоведения. — Київ. держ. консерваторія ім. П. І. Чайковського, 1989. — 35 c.
- Хрестоматия по истории украинской музыки [Ноти]: учебное пособие для студентов муз. вузов / сост. Г. И. Ткаченко, И. Б. Пясковский, ред. Е. Зобкова. — Москва: Музыка, 1990. — 192 с.
- М. Скорик и А. Шёнберг // Мирослав Скорик. Научный вестник Национальной музыкальной академии Украины им. П. И. Чайковского. Вып. 10. — М.: НМАУ, 2000. — С. 35-40.
- Полифония: учеб. пособие. — М.: ДМЦНЗКиМУ, 2003. — 242 с.
- Теоретическое музыковедение в исследовании украинской национальной музыкальной культуры // Искусствоведение Украины. Сборник научных трудов. Вып. 10. — М.: Академия искусств Украины, Институт проблем современного искусства АГУ, 2009. — С. 75-78.
- Логическое и художественное в музыкальном мышлении // Журнал Национальной музыкальной академии Украины имени П. И. Чайковского № 1 (2), К.: НМАУ им. П. И. Чайковского, 2009. — С. 21-25.